# Euryarthrum apicefasciatum
Euryarthrum apicefasciatum là một loài bọ cánh cứng trong họ Cerambycidae.